# The Beat Generation
The Beat Generation is een Amerikaanse misdaadfilm uit 1959 van Metro-Goldwyn-Mayer tegen de achtergrond van de tegencultuur van de Beatgeneration. De film werd geregisseerd door Charles F. Haas, naar een scenario van Richard Matheson en Lewis Meltzer, over een "beatnik"-serieverkrachter en een rechercheur die hem op het spoor is. Louis Armstrong heeft een optreden in de film. De film werd ook vertoond onder de titel This Rebel Age.

## Cast
| Acteur               | Personage             |
| -------------------- | --------------------- |
| Steve Cochran        | Dave Culloran         |
| Mamie Van Doren      | Georgia Altera        |
| Ray Danton           | Stan Hess             |
| Fay Spain            | Francee Culloran      |
| Margaret Hayes       | Joyce Greenfield      |
| Jackie Coogan        | Jake Baron            |
| Louis Armstrong      | als zichzelf          |
| Cathy Crosby         | Zangeres              |
| Ray Anthony          | Harry Altera          |
| Dick Contino         | De zingende Beatnik   |
| James Mitchum        | Art Jester            |
| Irish McCalla        | Marie Baron           |
| Maila Nurmi          | De dichtster          |
| Billy Daniels        | Dr. Elcott            |
| Maxie Rosenbloom     | The Wrestling Beatnik |
| Charles Chaplin, Jr. | Lover Boy             |
| Norm Grabowski       | The Beat Beatnik      |